# ドップラー (小惑星)
ドップラー (3905 Doppler) は小惑星帯に位置する小惑星である。アントニーン・ムルコスがクレチ天文台で発見した。
オーストリアの物理学者クリスチャン・ドップラーから命名された。